# ميلاجريس دو مارانهاو
ميلاجريس دو مارانهاو بلدية في ولاية مارانهاو في المنطقة الشمالية الشرقية من البرازيل.